# Kastanienbraune Greifschwanzratte
Die Kastanienbraune Greifschwanzratte (Pogonomys macrourus) ist ein in der Region Australis verbreitetes Nagetier in der Gruppe der Altweltmäuse. Vermutlich stellen die hier unter einem Taxon vereinten Populationen eine Artengruppe dar.

## Merkmale
Mit einer Kopf-Rumpf-Länge von 92 bis 150 mm, einer Schwanzlänge von 126 bis 187 mm und einem Gewicht von 28 bis 60 g ist die Art auf Neuguinea ein kleiner bis mittelgroßer Vertreter der Gattung Greifschwanzratten. Es sind 19 bis 23 mm lange Hinterfüße und 11 bis 16 mm lange Ohren vorhanden. Exemplare der australischen Population sind etwas größer und bis 83 g schwer. Das weiche und dichte Fell der Oberseite hat auf Neuguinea meist eine kastanienbraune Farbe, während in Australien graubraunes Fell vorherrscht. Kennzeichnend für die gesamte Art sind schmale dunkle Augenringe und eine deutliche Grenze zur weißen Unterseite. Im Fell wurden verschiedene Parasiten registriert. Weiterhin sind abgerundete Ohren mit dunklen Kanten und recht lange Vibrissen typisch. Der namensgebende Greifschwanz ist schmal und nackt mit graubrauner Färbung. Einige Individuen in Australien haben weißliche Flecken auf dem Schwanz. Von den paarig angeordneten Zitzen befinden sich zwei auf der Brust und vier im Leistenbereich. Der diploide Chromosomensatz besteht aus 46 Chromosomen (2n=46).

## Verbreitung
Die Art hat mehrere disjunkte Populationen auf Neuguinea, auf dem Bismarck-Archipel und im Osten der Kap-York-Halbinsel in Australien. Sie hält sich im Flachland und in Gebirgen bis 1800 Meter Höhe auf. Die Kastanienbraune Greifschwanzratte bewohnt feuchte Wälder, die nicht ursprünglich sein müssen.

## Lebensweise
Dieses nachtaktive Nagetier ruht am Tage in Erdlöchern, die unter der Laubschicht versteckt sind und deren Kammer mit Blättern gepolstert wird. Männchen nutzen meist einen Bau für sich, während bei Weibchen oft kleinere Gruppen mit 3 bis 5 Mitgliedern auftreten. Die maximale gezählte Anzahl von Exemplaren in einem Bau war 15. Die Kastanienbraune Greifschwanzratte klettert bei der Nahrungssuche in Bäumen und Büschen. Dabei ringelt sie ihren Schwanz wie einen Korkenzieher um Zweige.
Die Art ist ein Pflanzenfresser, der Früchte und Blätter zu sich nimmt. Kleine Früchte werden meist zu einem geschützten Platz transportiert. Beim Verzehr von Blättern fallen oft kleinere Teile zu Boden, was die Anwesenheit der Exemplare anzeigt. Nur in seltenen Fällen fressen bis zu drei Tiere an derselben Frucht. Typische Nahrungsquellen sind Feigen, Pandanus monticola (Schraubenbäume), Bananen, Wollblütiger Nachtschatten, Passiflora edulis und Arten der Gattung Rhodomyrtus.
Von Neuguinea sind trächtige Weibchen mit 2 bis 3 Embryos aus der Zeit zwischen Oktober und Januar bekannt. Wenige Funde aus Australien lassen eine ähnliche Fortpflanzungszeit vermuten.

## Gefährdung
Die Kastanienbraune Greifschwanzratte ist recht anpassungsfähig und es sind keine Bedrohungen bekannt. Die IUCN listet sie als nicht gefährdet (least concern).